# Манушкино (посёлок при станции)
Ману́шкино — посёлок при железнодорожной станции в Колтушском городском поселении Всеволожского района Ленинградской области.

## История
Железнодорожная линия прошла в 1930-х годах. Образовавшаяся на ней станция, изначально названная Кузьминки, получила нынешнее название по близлежащим деревням Большое Манушкино (ныне Манушкино) и Малое Манушкино (ныне не существует). Выросший пристанционный посёлок получил название по станции.
По данным 1966 года посёлок при станции Манушкино находился в составе Колтушского сельсовета.
По данным 1973 года посёлок при станции Манушкино находился в составе Новопустошского сельсовета.
По данным 1990 года посёлок при станции Манушкино входил в состав Разметелевского сельсовета.
В 1997 году в посёлке проживали 5 человек, в 2002 году — 1 человек (русский), в 2007 году — также 1.
С 2013 года в составе Колтушского сельского поселения.

## География
Расположен в южной части района у станции Манушкино на линии Ладожский вокзал — Горы.
Связан автодорогой с деревней Хапо-Ое.

## Демография
| 2007 | 2010 | 2017 |
| ---- | ---- | ---- |
| 1    | ↗12  | ↘9   |

Национальный состав
Согласно данным Всероссийской переписи населения 2021 года в посёлке проживали 5 человек, из них русские — 1, остальные национальность не указали.